# والی (آریزونا)
والی (به انگلیسی: Valle) یک منطقهٔ مسکونی در ایالات متحده آمریکا است که در شهرستان کاکانینو، آریزونا واقع شده‌است. والی ۶۳۱٫۶۶ کیلومتر مربع مساحت و ۲٬۳۸۰ نفر جمعیت دارد و ۱٬۸۲۷ متر بالاتر از سطح دریا واقع شده‌است.